# Departamento de Transporte de Rhode Island
O Departamento de Transporte de Rhode Island ( RIDOT ) é uma agência governamental do estado de Rhode Island encarregada do projeto, construção, manutenção e inspeção de uma ampla gama de infra-estrutura de transporte . Isso inclui 3 300 milhas de faixa de estradas e rodovias estaduais, 1 162 pontes, 777 semáforos e cinco estações ferroviárias. Além disso, a RIDOT construiu um 50 mi (80 km) rede de ciclovias off-road e sinalizada a mais de 90 mi (140 km) de ciclovias rodoviárias em todo o estado . Sua sede está localizada em Providence.
Os portos de Rhode Island são administrados pela RI Economic Development Corporation, os aeroportos em Rhode Island são supervisionados pela subsidiária RI Airport Corporation, e o serviço de trem de passageiros é operado pela Amtrak (uma empresa semi-pública federal) e pela Autoridade de Transporte da Baía de Massachusetts (uma agência estadual de Massachusetts). Por meio do Pilgrim Partnership Agreement de 1989, a RIDOT financiou a construção do serviço de trens urbanos MBTA com destino a Boston em Providence e além (ver Providence / Stoughton Line ). As carteiras de habilitação e registros de veículos motorizados são de responsabilidade da Divisão de Veículos Motorizados do RI, um escritório do Departamento de Receita de Rhode Island. Duas grandes pontes, a ponte Claiborne Pell (Newport) e a ponte Mount Hope, estão sob a responsabilidade do RI Turnpike and Bridge Authority .
Atualmente, o estado de Rhode Island tem uma das maiores proporções de pontes estruturalmente deficientes nos Estados Unidos. De acordo com um relatório da Transportation 4 America, quase 68 por cento das estradas de Rhode Island são classificadas em condições ruins ou medíocres, e 1 em cada 5 pontes no estado são estruturalmente deficientes - a quarta maior de qualquer estado . Além disso, o Viaduto Providence na Interestadual 95 e o entroncamento da Rota 10-Rota 6 têm deficiências estruturais e requerem uma reabilitação significativa .

## História
O Conselho Estadual de Estradas Públicas foi criado em 1902 para supervisionar a construção, melhoria e manutenção de estradas estatais . Antes da criação do Conselho Estadual de Estradas Públicas de Rhode Island, o monitoramento e a manutenção das estradas públicas eram espalhados e localizados .
Em 1909, foi criada uma divisão de automóveis com a responsabilidade de registrar veículos, emitir placas e cuidar de outros aspectos da administração de veículos . Esta divisão se tornaria a precursora da atual Divisão de Veículos Motorizados de Rhode Island.
Como parte da maior reestruturação do governo em um sistema departamental em 1935, o Departamento de Obras Públicas foi criado sob o PL 1935, capítulo 2188 . Este departamento assumiu as responsabilidades do Conselho Estadual de Estradas Públicas e incluiu uma divisão de estradas e pontes, uma divisão de edifícios públicos, uma divisão de aeroportos estaduais e uma divisão de portos e rios .
Em 1970, o Departamento de Transporte de Rhode Island foi criado por autoridade estatutária no PL 1970, capítulo 111 (RIGL §42-13-1) para reunir em um departamento todas as responsabilidades relacionadas ao transporte . O recém-formado Departamento de Transporte assumiu as funções do Departamento de Obras Públicas, do Registo de Veículos Motorizados, da Rhode Island Turnpike and Bridge Authority e do Council on Highway Safety .